# Prefectura autónoma tibetana de Huangnan
Huangnan (en chino, 黄南; pinyin, Huángnán, léase Juáng-Nan) es una prefectura autónoma de la República Popular de China perteneciente a la provincia de Qinghai y localizada a una distancia aproximada de 120 kilómetros de la capital provincial. Se encuentra en una zona de meseta en el sur de Qinghái. Limita al norte y oeste con la prefectura autónoma tibetana de Hainan y al sur y este con la provincia de Gansu. Su área es de 18 226 km² y su población total para 2007 superó los 230 mil habitantes.

## Administración
La prefectura autónoma de Huangnan está conformada de 4 localidades que se administran en 1 ciudad suburbana y 3 condados rurales.
- Ciudad Tongren  (同仁县)
- Condado Jainca ( 尖扎县)
- Condado Zêkog (泽库县)
- Condado autónomo Henan (河南蒙古族自治县)

## Toponimia
El nombre de la ciudad significa literalmente "sur del amarillo", en referencia al río Amarillo.  Como las otras regiones autónomas, se caracteriza por estar asociada a un grupo étnico minoritario, en este caso, los tibetananos.